# 坎多伊
坎多伊是巴西巴拉那州的一个市镇。总面积1512.768平方公里，总人口16090人，人口密度10.6人/平方公里。